# Zirkel und Lineal (Software)
Zirkel und Lineal oder kurz Z.u.L. (in anderen Sprachen Compass and Ruler oder kurz C.a.R.) ist eine Anwendungssoftware aus dem Bereich der dynamischen Geometriesysteme. Die Software wurde von René Grothmann entwickelt, einem Mathematik-Professor an der Katholischen Universität Eichstätt. Erste Versionen für den Atari ST waren schon 1988 verfügbar und gehörten zu den Vorreitern im Bereich der dynamischen Geometrie. Die aktuelle Java-Version wird seit 1995 entwickelt. Seit 2005 existiert eine Abspaltung namens CaRMetal, die sich vor allem in Frankreich großer Beliebtheit erfreut.

## Funktionsumfang
Neben den üblichen Funktionen einer Software für dynamische Geometrie legt Z.u.L. besonderen Wert auf die automatische Erstellung von Webseiten mit eingebetteten Konstruktionen. Z.u.L. stellt dazu ein Java-Applet bereit, das die erstellten Konstruktionen (Dateinamenserweiterung ZIR) interaktiv im Webbrowser anzeigt. Auf der Webpräsenz des Programms findet man Beispiele für Lernumgebungen, die einen großen Teil der Schulgeometrie, Bereiche der Physik und einige ausgewählte Themen der universitären Geometrie umfassen.
Außerdem besitzt Z.u.L. einen Modus für automatische Ortslinien, der die Ortslinien vollständig durchläuft, auch wenn dabei Schnittpunkte gewechselt werden müssen; numerische Fähigkeiten bis hin zu impliziten Plots, Modi für dreidimensionale Plots, nicht-euklidische Geometrien und andere Details, die sich nicht in anderen Programmen der Dynamischen Geometrie finden.
Für nicht-interaktive Präsentationszwecke lassen sich Konstruktionen als Raster- (PNG) oder als verlustlos skalierbare Vektorgrafiken (EPS, SVG oder PDF) exportieren. Die Software und teilweise auch die Dokumentation wurden in zahlreiche Sprachen übersetzt, unter anderem ins Slowenische.

## CaRMetal

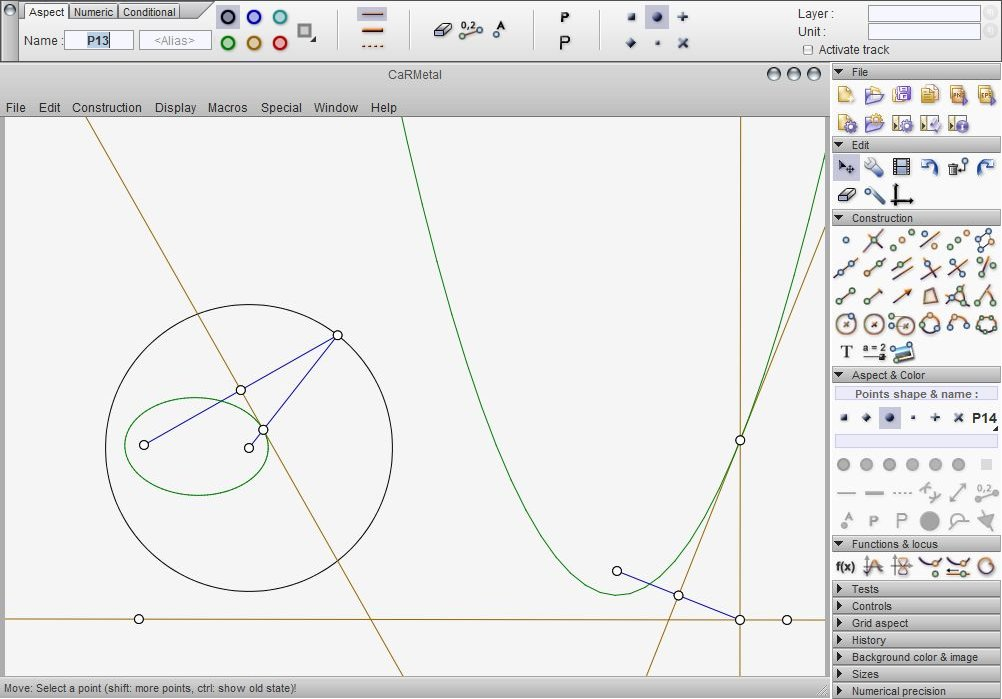
Grafische Benutzeroberfläche von CaRMetal

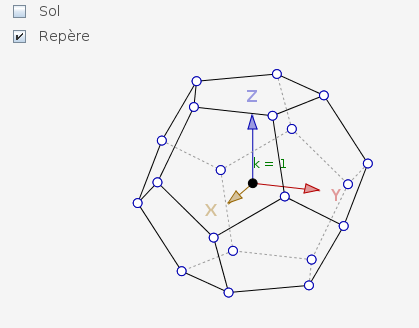
3-dimensionaler Dodekaeder in CaRMetal

Der in Frankreich tätige Mathematiklehrer Eric Hakenholz entwickelt seit 2005 eine auf den Java-Quelltexten von C.a.R. basierende Abspaltung namens CaRMetal (benannt nach dem eingesetzten Metal-Look-and-Feel). Anders als das Original, in dem viele Einstellungen in Dialogfenstern vorgenommen werden müssen, erlaubt die grafische Benutzeroberfläche von CaRMetal den direkten Zugriff auf viele Elemente der aktuellen Konstruktion. Eine wie von Grafiksoftware gewohnte Werkzeugpalette erlaubt den schnellen Zugriff auf Konstruktionswerkzeuge und Objekteigenschaften wie Strichstärke und Farbe. Weitere Besonderheiten sind die Möglichkeit, dreidimensional (baryzentrisch) wirkende Konstruktionen zu erstellen sowie Punkten magnetische Eigenschaften zu geben. Eine JavaScript-Schnittstelle ermöglicht es, Programmlogik in die Konstruktionen einzubetten oder die erstellten Java-Applets von außen zu beeinflussen. Wie schon C.a.R. wurde auch CaRMetal in zahlreiche Sprachen übersetzt.
Daneben publiziert Hakenholz ein Webmagazin namens CARzine, in dem mehrere Autoren Artikel über C.a.R. und CaRMetal in französischer oder englischer Sprache veröffentlichen.

## Vergleich mit anderer dynamischer Geometriesoftware
Z.u.L. bietet einen vergleichbaren Funktionsumfang wie die kommerziell vertriebenen Programme Euklid und Cabri Géomètre, ist aber als Java-basiertes System anders als diese nicht auf Windows eingeschränkt und bietet im Grafik- und Applet-Export weitreichendere und vor allem vektorbasierte Lösungen.
Im Open-Source-Bereich bietet Z.u.L. einen höheren Funktionsumfang als das seit 2008 nicht mehr weiter entwickelte Geonext und liegt mit dem ebenfalls Java-basierten GeoGebra im Geometriebereich gleich auf, das neben der dynamischen Geometrie allerdings einen umfangreicheren Funktionsplotter als Z.u.L. sowie eine Tabellenkalkulation bietet. GeoGebra verfolgt damit einen integrativen Ansatz und verbindet geometrische Objekte stets mit ihrer algebraischen Repräsentation. Z.u.L. hingegen bietet diese Integration nicht, dafür aber zusammen mit seinem Ableger CaRMetal ein Open-Source-Angebot, das alle Aspekte eines dynamischen Geometrieprogramms erfüllt und einen rein konstruktiven, koordinatenfreien Umgang mit der Geometrie erlaubt.